# Brasilianske billeder
Brasilianske billeder er en dokumentarfilm fra 2007 instrueret af Henrik Lundø efter manuskript af Jacob Jørgensen, Henrik Lundø.

## Handling
»Brasilianske billeder« er en fremstilling af et land, hvor 57 millioner mennesker dagligt lever med sult og fattigdom. Brasilien er en smeltedigel af kulturel, social og racemæssig mangfoldighed. Et land fyldt med modsætninger og en enorm social ulighed. Filmen er fortalt gennem en vifte af forskellige personer: Præsten, de hjemløse, de gamle og de unge - bl.a. Edson på 18 år, der lever i favelaen. »Brasilianske billeder« tegner et portræt af befolkningens håb og af den religiøse tro, der ligger som et betydeligt lag under den politiske virkelighed.